# Hugo V de Lusinhão
Hugo V (m. 8 de Outubro de 1060), chamado o Justo, foi o quinto Senhor de Lusinhão e Senhor de Couhé. Sucedeu seu pai, Hugo IV, por volta do ano de 1026.
Casou-se com Almodis (990 ou cerca de 1020 - assassinada a 16 de Outubro de 1071), filha de Bernardo I, conde de La Marche, através de quem futuros condes reclamariam La Marche. Almodis deu a Hugo dois filhos e uma filha: 
- Hugo VI de Lusinhão;

- Jordão de Lusinhão;

- Melisenda de Lusinhão (n. antes de 1055).

Mais tarde Hugo repudiou-a, com base na consanguinidade, e ela casaria com Pons de Toulouse. Quando o Duque Guilherme VIII da Aquitânia, soberano de Hugo, estava em guerra com Guilherme IV de Tolosa, Almodis persuadiu Hugo a juntar-se ao lado de seu filho. O duque sitiou Lusinhão e quando Hugo tentou uma saída para buscar provisões, foi morto no portão. Sucedeu-lhe o seu filho mais velho, Hugo VI.